# 圣乔治-迪皮亚诺
圣乔治-迪皮亚诺是意大利艾米利亚-罗马涅大区博洛尼亚省的一个镇。

## 名人
- 朱列塔·马西纳：意大利演员